# Ауфідій Басс
Ауфідій Басс (лат. Aufidius Bassus; 1-а пол. I ст. н. е. ) — давньоримський історик часів ранньої Римської імперії.

## Життя й творчість
Походив із заможної плебейської родини. Отримав гарну освіту. Про Ауфідія відомо замало. Жив за правління імператорів Октавіана, Тиберія, Гая Цезаря Калігули, Клавдія. Був прихильником Епікура. Також товаришував із Луцієм Аннеєм Сенекою.
Відомі два його історичних твори: «Війна з германцями» (Libri belli Germanici), в якій він славив перемоги Тиберія в боротьбі з германськими племенами, і «Історія» (Historiae). Ця праця являє собою загальну історію до часу імператора Клавдія, присвячена ймовірно останньому.
Пліній Старший створив продовження під назвою «По закінченні твору Ауфідія Басса» (A fine Aufidii Bassi). Збереглися тільки фрагменти, що містять опис смерті Цицерона. З «Історії» брали матеріал як Тацит для відтворення часів Тиберія, так і Кассіодор при складанні консульського списку. За часів Римської імперії Ауфідій визнавався одним із найвидатніших історичних авторитетів.